# Fanny Elizabeth Hunt
Fanny Elizabeth Hunt (25 de julio de 1863 - junio de 1941) fue la primera mujer en licenciarse en Ciencias de la Universidad de Sydney, Australia, y se graduó en 1888. Fue la directora fundadora de la Escuela de Gramática para Niñas de Ipswich.

## Biografía
Hunt nació en Reading, Inglaterra y fue una de los diez hijos de Margaret Morgan (1838-1937) y Edwin Hunt (1837-1895), un maestro que llegó a ser el director de la Escuela del Orfanato Randwick. La familia se mudó a Australia en 1879.
Comenzó sus estudios en la Facultad de Artes pero en su segundo año se matriculó en la Facultad de Ciencias. Se graduó en el Gran Salón de la Universidad de Sydney el sábado 14 de abril de 1888, convirtiéndose en la primera mujer en graduarse en Ciencias de la Universidad de Sydney. 
Fue presentada por el profesor Liversidge al canciller Sir William Manning, quien le otorgó el título.

## Carrera docente
Primero enseñó botánica en St Catherine's School, Waverley desde 1888, traída por la entonces directora, Helen Phillips. Fue la primera directora de la escuela primaria de niñas de Ipswich, Queensland, desde su apertura en 1892 hasta 1901, siendo seleccionada entre un grupo de treinta candidatas "de mérito inusual".
Una de las casas de la escuela lleva su nombre.
En 1903 fundó Girton College, un internado para niñas en Toowoomba, que cerró en 1910. La Escuela Preparatoria Toowoomba abrió en ese mismo lugar en 1911.
Hunt fue miembro de la Asociación de Australasia para el Avance de la Ciencia y miembro vitalicio de la Linnean Society.